# کامبرای، استرالیای جنوبی
کامبرای (به انگلیسی: Cambrai) یک شهرک در استرالیا است که در استرالیای جنوبی واقع شده‌است.